# Verchocq
Verchocq là một xã ở tỉnh Pas-de-Calais, vùng Hauts-de-France của Pháp.

## Địa lý
Verchocq có cự ly 15 dặm Anh (24 km) về phía đông bắc Montreuil-sur-Mer tại giao lộ của đường D129 và D148.

## Dân số
| 1962                                                         | 1968 | 1975 | 1982 | 1990 | 1999 | 2006 |
| ------------------------------------------------------------ | ---- | ---- | ---- | ---- | ---- | ---- |
| 613                                                          | 633  | 577  | 590  | 553  | 523  | 585  |
| Số liệu điều tra dân số từ năm 1962: Dân số không tính trùng |      |      |      |      |      |      |

## Địa điểm nổi bật
- Lâu đài, thế kỷ 19
- Nhà thờ St.Martin, thế kỷ 17.